# Condado de Cache
El condado de Cache es un condado del estado de Utah, Estados Unidos. Tiene una población estimada, a mediados de 2022, de 140 173 habitantes.
Comprende el valle Cache (Cache Valley) hasta la frontera con el estado de Idaho y las montañas que le rodean. Las montañas Bear River (la parte más al norte de la cordillera Wasatch), que se elevan hasta los 3000 metros, ocupan la mitad oriental del condado. El río Bear fluye atravesando el valle.
Wellsville fue el primer asentamiento del condado, fundado por Peter Maughan en 1853.
Su nombre proviene de los escondites de pieles (conocidos en francés como caches) de muchos de los cazadores de la empresa Rocky Mountain Fur Company.
Su capital y mayor ciudad es Logan.